# Новая Жизнь (Целинский район)
Но́вая Жизнь — хутор в Целинском районе Ростовской области.
Входит в состав Хлеборобного сельского поселения.

## Население
| 2010 |
| ---- |
| 14   |

## Улицы
На хуторе имеется одна улица — Степная.